# Arrondissement de Bruges (Lys)
Pour les articles homonymes, voir Arrondissement de Bruges.
L'arrondissement de Bruges est une ancienne subdivision administrative française créée le 17 février 1800 dans le cadre de la nouvelle organisation administrative mise en place par Napoléon Ier en Belgique comme le premier des quatre arrondissements du département de la Lys et supprimé le 11 avril 1814, après la chute de l'Empire.

## Composition
Il comprenait les cantons de Ardoye, Bruges (cinq cantons), Gistel, Ostende, Ruysselède, Thielt et Thourout (deux cantons).